# 片长蝽属
片长蝽属（学名：Bochrus）为杆长蝽科的一个属。

## 下属物种
本属包括以下物种：
- 片长蝽 Bochrus foveatus Distant, 1879
- Bochrus poecilopterus Stal, 1861